# Череповец
Черепове́ц (на руски: Череповец) е град в Русия, Вологодска област, административен център на градски окръг Череповец. Разположен е на брега на река Шексна при вливането ѝ в Рибинското водохранилище. Към 2016 г. има население от 318 536 души.

## История
Градът е основан през 1777 година с указ на императрица Екатерина II на мястото на изоставения през 1764 г. Череповски Воскресенски манастир (упоменат през 1449 г., предполага се, че е основан през 1362 г.). През 1796 г., след указът на Павел I, разделящ Руската империя на губернии, селището губи градския си статут. През 1802 г. Александър I издава указ, с който Череповец отново е превърнат в град. Основан е Череповският уезд. Гербът на града е утвърден през 1811 г. По времето на Френско-руската война от 1812 г. в редиците на народното опълчение участват повече от 1000 череповчани. Първото промишлено предприятие в града е построено през 1844 г. – металургичен завод с персонал от 40 души. През 1860 г. започват пътническите превози до Рибинск с параход. През 1905 г. е открита жп гарата. а градът става спирка на жп линията Санкт Петербург – Вятка. През 1927 г. влиза в състава на Ленинградска област, а от 1937 г. – във Вологодска. В периода 1948 – 1955 г. се построява Череповският металургичен завод. С откриването на завода, градът бележи голям икономически и социален подем. Строят се множество нови сгради, жилища и пътища, откриват се нови производства. В периода 1970 – 1979 се построява мост над река Шексна, а от другата му страна започва изграждането на нов градски район.

## Население
| 1856    | 1897    | 1913    | 1926    | 1931    | 1939    | 1959    |
| ------- | ------- | ------- | ------- | ------- | ------- | ------- |
| 2700    | 7000    | 8200    | 22 000  | 19 400  | 32 000  | 92 356  |
| 1967    | 1970    | 1973    | 1976    | 1979    | 1982    | 1986    |
| 165 000 | 188 348 | 214 000 | 237 000 | 265 933 | 283 000 | 299 000 |
| 1989    | 1992    | 1994    | 1996    | 1998    | 2000    | 2002    |
| 310 463 | 317 000 | 319 000 | 320 000 | 322 000 | 324 400 | 311 869 |
| 2003    | 2004    | 2005    | 2006    | 2007    | 2008    | 2009    |
| 311 900 | 310 800 | 309 500 | 308 400 | 307 800 | 308 000 | 309 010 |
| 2010    | 2011    | 2012    | 2013    | 2014    | 2015    | 2016    |
| 309 298 | 312 904 | 314 646 | 315 738 | 316 758 | 318 107 | 318 536 |

## Климат
Климатът в Череповец е умереноконтинентален. Средната годишна температура е 3,3 °C, а средното количество годишни валежи е около 648 mm.
| Климатични данни за Череповец         | Климатични данни за Череповец | Климатични данни за Череповец | Климатични данни за Череповец | Климатични данни за Череповец | Климатични данни за Череповец | Климатични данни за Череповец | Климатични данни за Череповец | Климатични данни за Череповец | Климатични данни за Череповец | Климатични данни за Череповец | Климатични данни за Череповец | Климатични данни за Череповец | Климатични данни за Череповец |
| Месеци                                | яну.                          | фев.                          | март                          | апр.                          | май                           | юни                           | юли                           | авг.                          | сеп.                          | окт.                          | ное.                          | дек.                          | Годишно                       |
| Абсолютни максимални температури (°C) | 5,4                           | 6,7                           | 16,0                          | 26,0                          | 32,2                          | 33,7                          | 35,7                          | 36,2                          | 27,8                          | 22,5                          | 12,8                          | 8,5                           | 36,2                          |
| Средни максимални температури (°C)    | −6,6                          | −5,7                          | 0,6                           | 8,5                           | 16,5                          | 20,5                          | 23,1                          | 20,2                          | 14,2                          | 6,9                           | −1,1                          | −5,1                          | 7,7                           |
| Средни температури (°C)               | −10                           | −9,7                          | −3,8                          | 3,4                           | 10,5                          | 14,9                          | 17,5                          | 14,7                          | 9,4                           | 3,6                           | −3,5                          | −7,9                          | 3,3                           |
| Средни минимални температури (°C)     | −14,1                         | −14,1                         | −8,3                          | −1,6                          | 4,3                           | 9,0                           | 11,6                          | 9,4                           | 5,1                           | 0,6                           | −6,2                          | −11,5                         | −1,3                          |
| Абсолютни минимални температури (°C)  | −45,4                         | −40,3                         | −32,8                         | −23                           | −6,1                          | −3                            | 0,7                           | −1,5                          | −9,5                          | −21,6                         | −31,3                         | −42                           | −45,4                         |
| Средни месечни валежи (mm)            | 46                            | 37                            | 38                            | 31                            | 45                            | 76                            | 72                            | 77                            | 57                            | 60                            | 54                            | 55                            | 648                           |
| ------------------------------------- | ----------------------------- | ----------------------------- | ----------------------------- | ----------------------------- | ----------------------------- | ----------------------------- | ----------------------------- | ----------------------------- | ----------------------------- | ----------------------------- | ----------------------------- | ----------------------------- | ----------------------------- |
| Източник: Погода и Климат             |                               |                               |                               |                               |                               |                               |                               |                               |                               |                               |                               |                               |                               |

## Икономика
Череповец е важен промишлен център. Най-голямата промишленост, развивана в града, е металургията. В града се намира комбинат „Северстал“, който е сред най-големите производители на стомана в Русия. Друга силно развита промишленост е химическата. Заводът „ФосАгро“ е най-големият производител на химически торове, както и на фосфорни и серни киселини в Европа. Според данни от 2011 г. Череповец е деветият най-голям промишлен център в Русия.

### Транспорт
Градът е обслужван от летище Череповец и е важен железопътен възел. Череповец разполага с пътническо пристанище на Рибинското водохранилище, а чрез Волго-Балтийския канал има достъп до Балтийско море.

## Образование
В градът се намират следните висши учебни заведения:
- Череповски държавен университет
- Череповско висше военно инженерно училище по радиоелектроника
- Институт по мениджмънт и информационни технологии към Санктпетербургския държавен политехнически университет
- Череповски филиал на Московската държавна академия по воден транспорт
- Череповски филиал на Института за бизнес и право
- Череповски филиал на Вологодския държавен университет
- Череповски филиал на Съвременната хуманитарна академия
- Череповски филиал на Санктпетербургския инженерно-икономически университет
- Череповски филиал на Столичната финансово-хуманитарна академия
- Череповски филиал на Университета по руско иновативно образование

## Побратимени градове
- Горна Оряховица, България
- Аюд, Румъния
- Целе, Словения
- Молодечно, Беларус
- Балаково, Русия
- Клайпеда, Литва
- Дери, Ню Хампшър, САЩ
- Монтклеър, Ню Джърси, САЩ
- Ляоюен, Китай
- Раахе, Финландия

## Личности
Родени в Череповец
- Василий Верешчагин (р. 1842), руски художник
- Александър Башлачов (р. 1960), руски бард
- Александър Рахманов (р. 1989), руски шахматист

Живели в Череповец
- Валерий Чкалов (р. 1904), руски летец
- Николай Амосов (р. 1913), украински хирург
- Йосиф Бродски (р. 1940), руски и американски поет
- Николай Носков (р. 1956), руски певец

## Галерия
- Паметник на бившия кмет на града И.Милютин.
- Улица в Череповец.
- Камерният театър.
- Мостът над река Шексна при Череповец.
- Жп гара Череповец.
- Историко-етнографски музей „Усадба Галских“.
- Църквата „Воскресенски събор“.